# Snap (physique)
Pour les articles homonymes, voir Snap.
Le snap et le jounce, en physique, sont des noms donnés aux dérivées temporelles quatrièmes du vecteur position, la première étant la vitesse, la seconde l'accélération et la troisième l'à-coup (ou jerk, jolt). Le snap ou le jounce sont donc la dérivée de l'à-coup.
{\displaystyle {\overrightarrow {snap}}={\frac {d{\vec {j}}}{dt}}={\frac {d^{2}{\vec {a}}}{dt^{2}}}={\frac {d^{3}{\vec {v}}}{dt^{3}}}={\frac {d^{4}{\vec {r}}}{dt^{4}}}}
où :
{\displaystyle {\vec {j}}} est le jerk,
{\displaystyle {\vec {a}}} est l'accélération,
{\displaystyle {\vec {v}}} est la vitesse,
{\displaystyle {\vec {r}}} est la position,
{\displaystyle t} est le temps.
Ces termes (snap et jounce) ne sont pas officiels, étant donné leur très rare utilisation.
Cette grandeur n'a pas de sens physique particulier. On s'y intéresse principalement pour générer des lois de mouvement sans secousse, permettant de limiter les vibrations, donc d'avoir une meilleure précision de mouvement et moins d'usure du système.